# Beatriz (Cidra)
Beatriz es un barrio ubicado en el municipio de Cidra en el Estado Libre Asociado de Puerto Rico. En el Censo de 2010 tenía una población de 3095 habitantes y una densidad poblacional de 281,31 personas por km².

## Geografía
Beatriz se encuentra ubicado en las coordenadas 18°9′28″N 66°6′31″O / 18.15778, -66.10861. Según la Oficina del Censo de los Estados Unidos, Beatriz tiene una superficie total de 11 km², de la cual 10.99 km² corresponden a tierra firme y (0.14%) 0.02 km² es agua.

## Demografía
Según el censo de 2010, había 3095 personas residiendo en Beatriz. La densidad de población era de 281,31 hab./km². De los 3095 habitantes, Beatriz estaba compuesto por el 77.67% blancos, el 7.33% eran afroamericanos, el 0.42% eran amerindios, el 0.03% eran asiáticos, el 13.28% eran de otras razas y el 1.26% pertenecían a dos o más razas. Del total de la población el 99.52% eran hispanos o latinos de cualquier raza.